# Pyridafenthion
Pyridaphenthion ist eine chemische Verbindung aus der Gruppe der Organophosphate und Pyridazine.

## Gewinnung und Darstellung
Pyridaphenthion kann durch Reaktion von Diethylchlorthiophosphat mit 1-Phenyl-3-hydroxy-6-oxo-pyridazin gewonnen werden.

## Eigenschaften
Pyridaphenthion ist ein weißer Feststoff, der praktisch unlöslich in Wasser ist.

## Verwendung
Pyridaphenthion wurde als Insektizid und Akarizid verwendet. Er wirkt durch Hemmung der Acetylcholinesterase.

## Zulassung
Die Europäische Union nahm Pyridaphenthion nicht in die Liste der zulässigen Pflanzenschutzmittel-Wirkstoffe auf.
In Deutschland, Österreich und der Schweiz sind keine Pflanzenschutzmittel mit diesem Wirkstoff zugelassen.